# 青森市立合浦小学校
青森市立合浦小学校（あおもりしりつ がっぽしょうがっこう）は青森県青森市茶屋町にある公立小学校。

## 概要
2024年（令和6年）4月1日現在、全校児童数150人。校舎2階には太宰治の銅板の碑が埋め込まれている（かつては校門付近にあった）。進学先は基本的に浪打中学校である。
平成に入り廃校問題が持ち上がった時期もあったが、地域住民の強い反対により存続が決定した経緯がある。

### 基本情報
- 所在地 - 茶屋町32-17

## 沿革
- 1951年（昭和26年）
  - 4月1日 - 青森市立合浦小学校創立。
  - 12月20日 - 第一期工事竣工（一般教室15）。
- 1952年（昭和27年）
  - 4月1日 - 浪打小学校から、一部児童を本校へ転籍。
  - 4月29日 - 開校記念式典挙行。
- 1953年（昭和28年）
  - 7月20日 - 第二期工事竣工。
  - 7月24日 - 第二期の落成記念式典挙行。
- 1956年（昭和31年）
  - 7月12日 - 体育館竣工。
  - 7月14日 - 校歌制定。
- 1960年（昭和35年）3月31日 - 2教室竣工。
- 1961年（昭和36年）
  - 4月1日 - 特殊学級開設（1学級）。
  - 11月11日 - 創立10周年記念式典挙行。
- 1971年（昭和46年）11月12日 - 創立20周年記念式典挙行。
- 1981年（昭和56年）10月30日 - 創立30周年記念式典挙行。
- 1984年（昭和59年）7月2日 - 教科書センター開設。
- 1990年（平成2年）3月31日 - 特殊学級（はまなす）開級。
- 1991年（平成3年）11月8日 - 創立40周年記念式典挙行。
- 1993年（平成5年）11月24日 - 体育館屋根改修工事完了。
- 1997年（平成9年）4月16日 - 校舎新築工事開始。
- 1998年（平成10年）
  - 7月31日 - 現校舎竣工。[要出典]
  - 8月24日 - 2学期始業式より、新校舎使用開始。
- 2021年（令和3年）11月5日 - 創立70周年記念式典挙行[1]。

### 参考資料
- 『新青森市史 別編教育（別巻） 年表・学校沿革』（青森市・2000年3月発行）』「学校沿革 （一）小学校」143頁「合浦小学校 変遷」（「1998年7月31日 現校舎竣工」と「2021年11月5日 創立70周年記念式典挙行」の記述除く）

## 学区
栄町（1丁目の一部・2丁目の一部）、港町（1丁目の一部・2丁目の一部・3丁目の一部）、合浦1丁目の一部、茶屋町の一部。